# Àrtik (Rússia)
Àrtik (rus: Артык) és un possiólok de la República de Sakhà, a Rússia. El 2018 tenia 429 habitants. Es troba al marge dret del riu Nera.